# Lex mitior
Der Grundsatz der lex mitior (lateinisch für „[Das] mildere Gesetz“) bestimmt, dass ein Täter – wenn sich das Gesetz zwischen Tat und Urteil geändert hat – nach dem milderen Gesetz abzuurteilen ist. Dieses Rechtsprinzip hat sich in Europa weitgehend durchgesetzt, wird aber beispielsweise in den USA nicht durchgängig angewendet.

## Herkunft
Hintergrund dieses Grundsatzes ist die Tatsache, dass der Täter nicht wissen kann, zu welchem Zeitpunkt er abgeurteilt wird. Aus Sicht des Gesetzgebers ergibt es außerdem keinen Sinn, einen Delinquenten nach einem in der Zwischenzeit veralteten Gesetz zu bestrafen, wenn sich mittlerweile offensichtlich die Überzeugung durchgesetzt hat, dass die Tat milder zu bestrafen ist.

## Rechtslage in Deutschland
Im deutschen Strafrecht ist der Grundsatz in § 2 Abs. 3 StGB niedergelegt, der bestimmt:
„Wird das Gesetz, das bei Beendigung der Tat gilt, vor der Entscheidung geändert, so ist das mildeste Gesetz anzuwenden.“
Im Ordnungswidrigkeitenrecht findet sich eine parallele Regelung in § 4 Abs. 3 OWiG:
„Wird das Gesetz, das bei Beendigung der Handlung gilt, vor der Entscheidung geändert, so ist das mildeste Gesetz anzuwenden.“

## Rechtslage in der Schweiz
Der Grundsatz der lex mitior ist in der schweizerischen Rechtsordnung in Art. 2 Abs. 2 StGB festgehalten:
„Hat der Täter ein Verbrechen oder Vergehen vor Inkrafttreten dieses Gesetzes begangen, erfolgt die Beurteilung aber erst nachher, so ist dieses Gesetz anzuwenden, wenn es für ihn das mildere ist.“
Hiervon gibt es jedoch diverse Ausnahmen: So hat das Bundesgericht in BGE 68 IV 36 festgestellt, dass für Massnahmen immer das Recht zur Zeit des Urteils gilt. Begründet wird dies damit, dass Massnahmen nur zweckmässig, nicht aber streng oder mild sein könnten. Sogenannte Zeitgesetze, die von vornherein überhaupt nur für eine bestimmte Zeit erlassen werden (beispielsweise ein einmaliges Sonntagsfahrverbot), müssen auch später noch angewendet werden können (wenn also beispielsweise der betreffende Sonntag schon wieder vorbei ist), weil es sonst unter Umständen gar nicht zur Anwendung kommen könnte.
„Ein Gesetz, das nach der Tat in Kraft trat und vor der Beurteilung wieder aufgehoben wurde, ist überhaupt nicht zu berücksichtigen“.

## Rechtslage in Italien
Der Grundsatz der lex mitior ist in der Verfassung der Italienischen Republik (Art. 25: Niemand darf seinem gesetzlichen Richter entzogen werden. Eine Tat kann nur bestraft werden, wenn die Strafbarkeit gesetzlich bestimmt war, bevor die Tat begangen wurde. Außer in den durch Gesetz vorgesehenen Fällen darf niemandem die Freiheit entzogen werden) nicht kodifiziert, aber er wurde von den Gerichten entwickelt.